# Salvelinus vasiljevae
Salvelinus vasiljevae es una especie de pez de la familia Salmonidae en el orden de los Salmoniformes.

## Morfología
• Los machos pueden llegar alcanzar los 25 cm de longitud total.
- Número de  vértebras: 59-62.[1][2]

## Alimentación
Come peces hueso, insectos aéreos y acuáticos y sus  larvas, anfípodos y mamíferos (incluyendo  ratones ). Safronov, SN y T.V. Zvezdov, 2005 .

## Hábitat
Vive en zonas de  aguas dulces templadas.

## Distribución geográfica
Se encuentra en Eurasia: Sajalín.